# Eugénie Deruelle
Fernande-Eugénie-Anastasie Deruelle, née Durin le 5 mars 1853 à Sains-Richaumont (Aisne) et morte le 21 septembre 1927 dans le même bourg, est l’auteur d’un journal intime rédigé durant la Première Guerre mondiale sous la forme de trente-deux carnets manuscrits dont dix-neuf ont pu être retrouvés.

## Jeunesse
Eugénie est la fille de François Eugène Durin (1826-1870), docteur en médecine, établi à Sains-Richaumont et de Clémentine Augustine Cappon (1829-1906), elle-même fille d’Auguste Cappon docteur en médecine, décédé au même lieu en 1853.
Jeune fille de la bourgeoisie locale, elle entre en 1867 à l'âge de 14 ans pour deux ans comme pensionnaire au Couvent des Oiseaux, rue de Sèvres dans le 16e arrondissement de Paris, tenu par la Congrégation Notre Dame. Elle y reçoit l’éducation prévue pour les jeunes filles de bonne famille.

## Mariage
Eugénie Durin épouse le 3 septembre 1872 à Sains-Richaumont Léon Deruelle dont les études de médecine à Paris lui ont permis de fréquenter Georges Clémenceau. L'homme d'état reste ensuite en contact avec la famille. Le 2 décembre 1917, Eugénie Deruelle écrit : « Si mon mari vivait encore, il serait fier de son ami ».
Le docteur Deruelle prend la succession du docteur Durin. Il deviendra maire de Sains-Richaumont en 1882.
De cette union nait en juin 1875 une petite fille, Marie Fernande, qui ne vivra que quelques semaines. Le couple n’aura pas d’autre descendance. Le 6 septembre 1904, à 64 ans, Léon Deruelle s’éteint, victime d’une angine de poitrine, laissant Eugénie veuve à 51 ans.

## Témoin de son temps

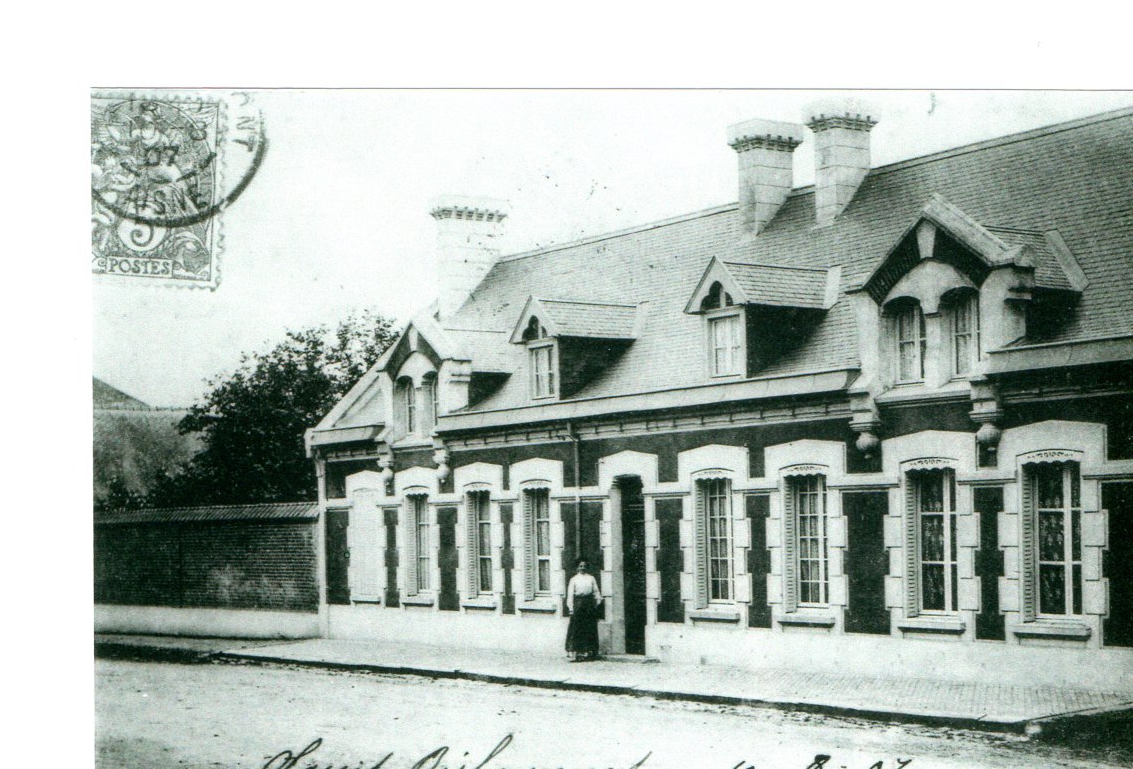
Maison des Deruelle, rue de Marle, 1907, Jeanne pose devant l'entrée.

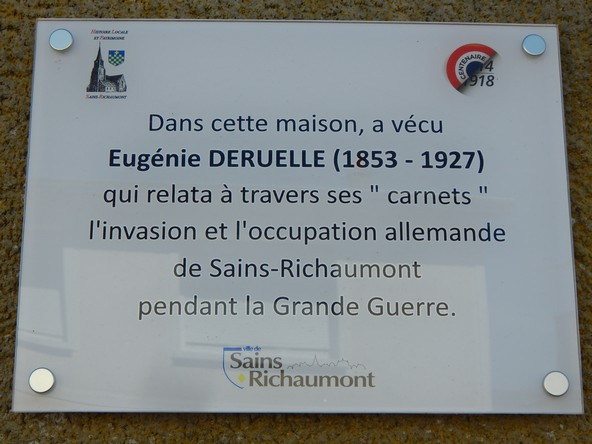

Disposant de revenus réguliers issus de rentes, placements et fermages, Eugénie Deruelle vit avec sa mère, jusqu’au décès de celle-ci en 1906, dans la maison familiale, rue de Marle, maison qu’elle occupera jusqu’à sa mort en 1927. Après les travaux entrepris en 1903, cette demeure dispose de l’électricité, du téléphone et de l’eau courante dans les toilettes. Une superbe véranda s’ouvre sur les clos entretenus avec soin. En 1914, les lieux seront réquisitionnés par les Allemands. Eugénie et sa fidèle servante Jeanne dont elle fait grand cas devront s’accommoder d’une présence jugée excessive et gênante. Officiers, soldats et juges s’y succéderont pendant les quatre années de guerre.
C’est une femme très active, lettrée, qui possède de nombreuses relations locales qu’elle cite souvent dans ses carnets, des voisins, des connaissances, des notables comme le maire M. Pagnier, le curé-doyen Cagniard, le conseiller général Gaétan Legrand. Elle dispose également de nombreux contacts dans les environs, mais aussi avec des personnalités des villages voisins ou des célébrités comme la famille Dior fréquentée à Granville, Gabriel Hanotaux ou Georges Clémenceau qui lui fera parvenir quelqu’argent lorsqu’elle sera exilée comme otage au camp d’Holzminden en 1918.
Outre ses occupations intellectuelles, elle jardine, entretient sa propriété et s’occupe de ses deux chiens, Scott le colley et Mylord. Elle écrira que Scott est « devenu la coqueluche de ces messieurs » alors que « Mylord ne pactise pas » et déteste l’uniforme.
C’est encore une femme très pieuse qui entretient la mémoire de ses morts et ne manque pas d’assister aux offices très régulièrement malgré les aléas de la météo ou de sa santé. Un legs de 30.000F à Monseigneur Binet, évêque de Soissons sera opéré au décès d’Eugénie et témoigne de l’attachement à sa foi.

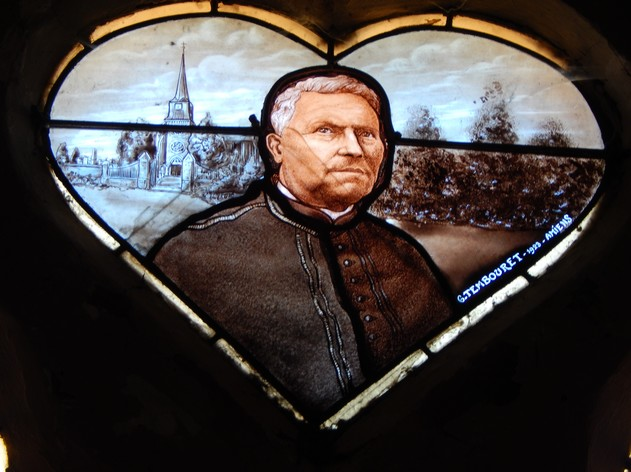
Doyen Cagniard Sains Richaumont, église Saint Martin
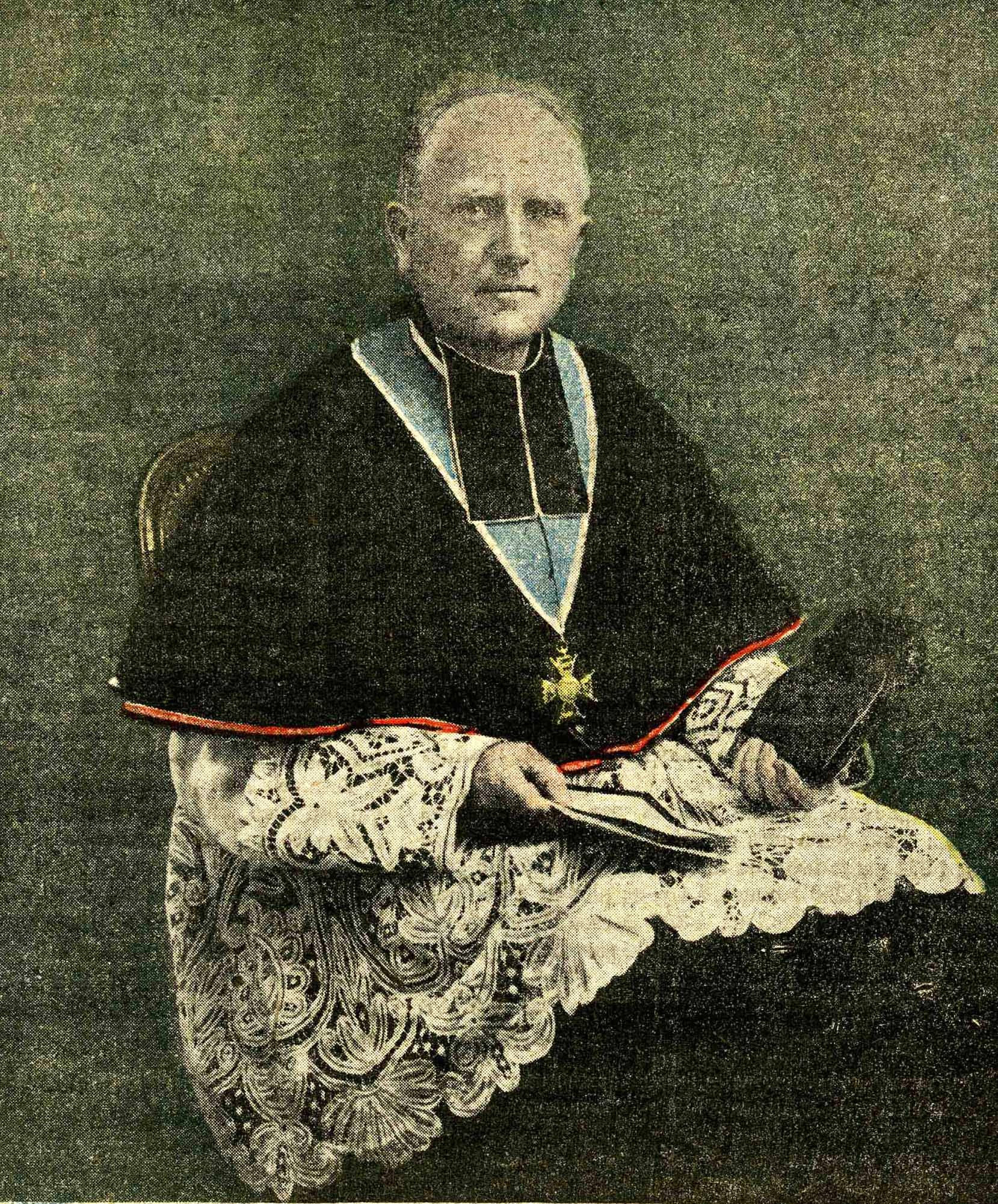
Charles Henri Joseph Binet, évêque de SOISSONS

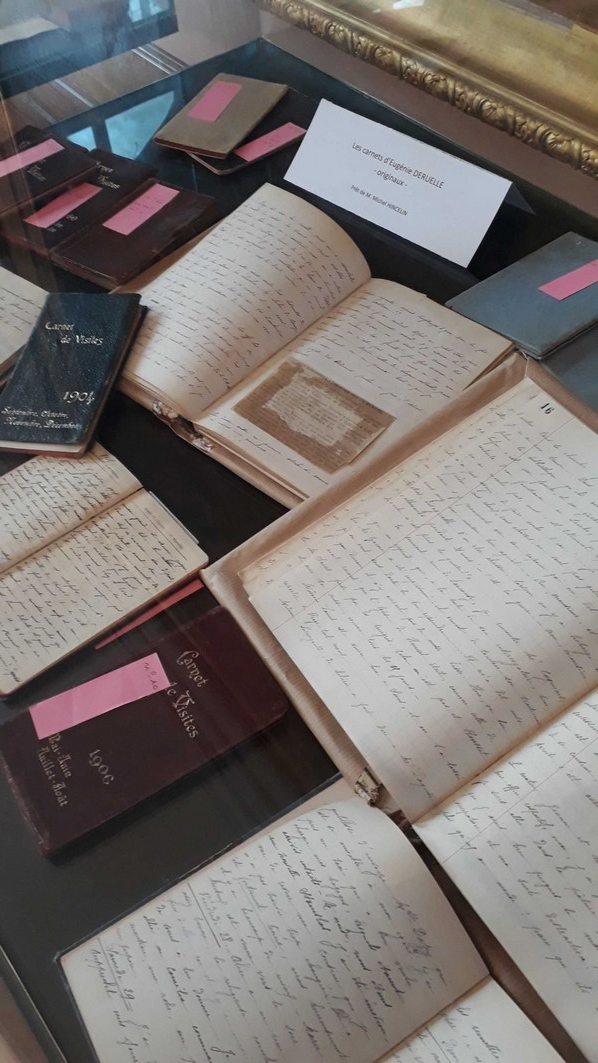
Exposition des cahiers, mairie de Sains-Richaumont, mars 2019, Association Histoire Locale et Patrimoine.

## Les carnets
Bien qu’incomplets (une partie a été perdue ou a disparu), ces carnets sont le témoin fidèle des évènements qui surviennent une fois la guerre déclarée. Ils sont remarquables dans le sens où ils sont rédigés d’un seul jet, au jour le jour, sauf pour les trois premiers mois de la guerre qui sont retracés en 1916.
Avec "L’écrivain de Lubine, journal de guerre d’une occupée des Vosges", et le Journal d'Albert DENISSE, dit Pabert ,, ils sont l'un des rares témoignages non remaniés sur les territoires occupés. Rémi Cazals les inclut dans son ouvrage "500 témoins de la grande guerre" en y montrant leur spécificité. Le documentaire "Derrière la muraille d'acier" du documentariste et réalisateur Olivier Sarrazin analyse les conditions de vie à l'arrière du front allemand en s'appuyant sur les témoignages parvenus jusqu'à nous dont ceux d'Eugénie Deruelle.
Le trente-deuxième et dernier carnet reprend les évènements locaux du 12 octobre 1919 au 10 avril 1920.

Mme Deruelle utilise d'abord des carnets ayant appartenu à son défunt mari, puis des cahiers récupérés de ci de là avant de finir par fabriquer elle-même ses supports. Certains carnets sont ainsi protégés par une couverture ornée de broderie puis enveloppés dans une feuille de journal ou de papier cartonné.

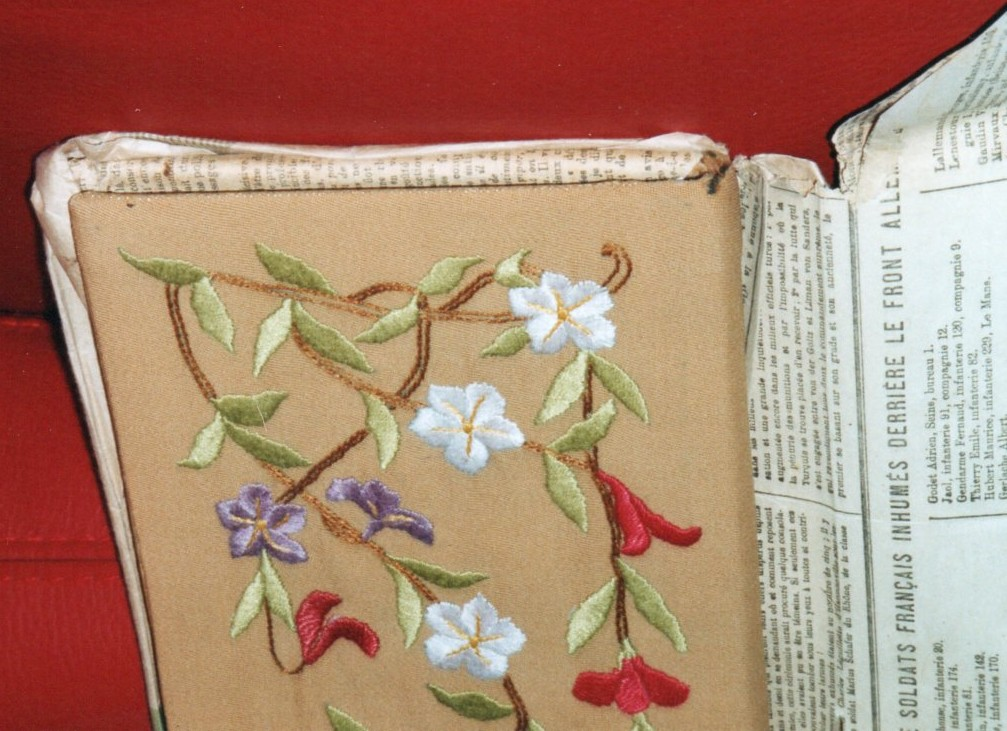
Broderie de la première de couverture d'un cahier protégé par une page de la Gazette des Ardennes
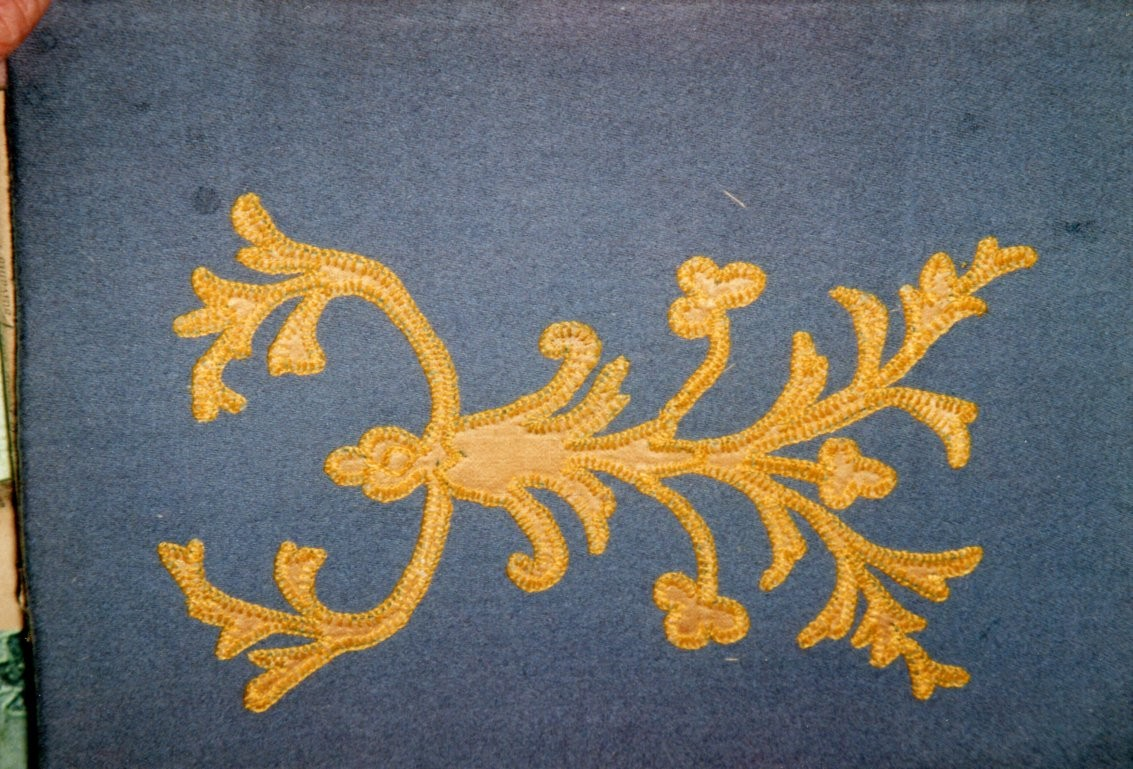
Autre broderie pour l'un des carnets
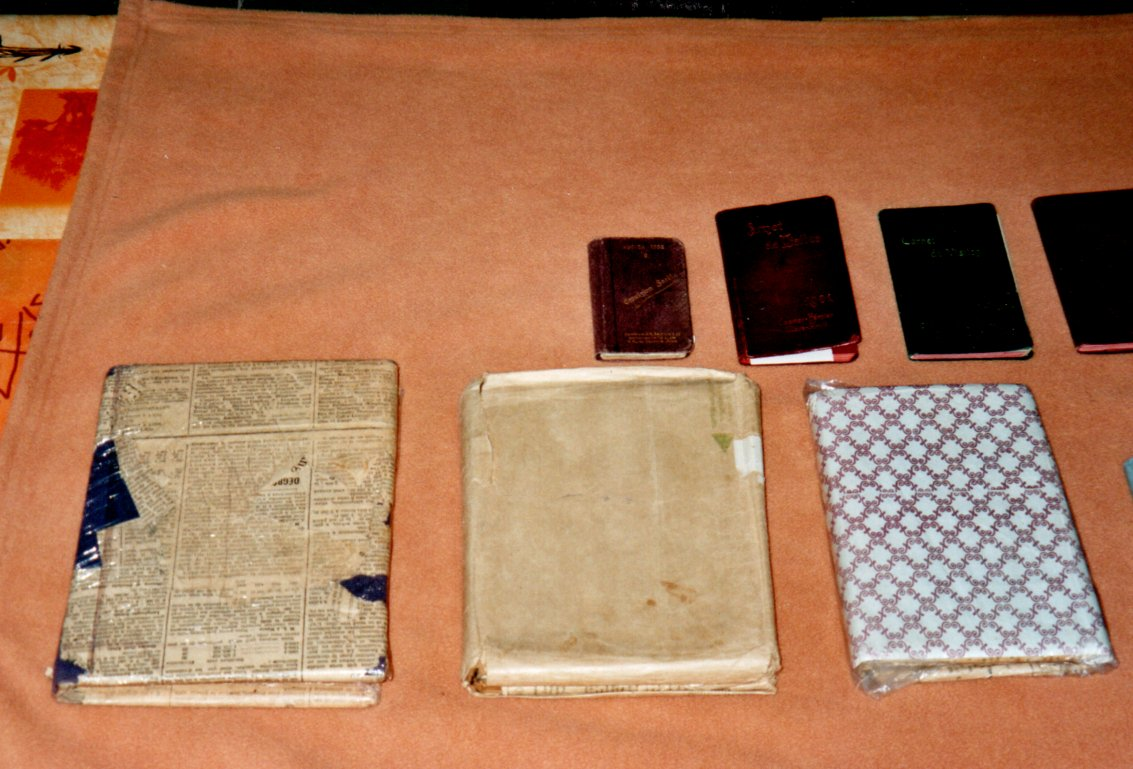
Exemplaires variés des cahiers rédigés par Mme Deruelle

Ces carnets authentiques ont été remis à la mort de Mme Deruelle à son exécuteur testamentaire puis confiés à Monsieur Hincelin, maire de Sains-Richaumont et gardés ensuite par cette famille.

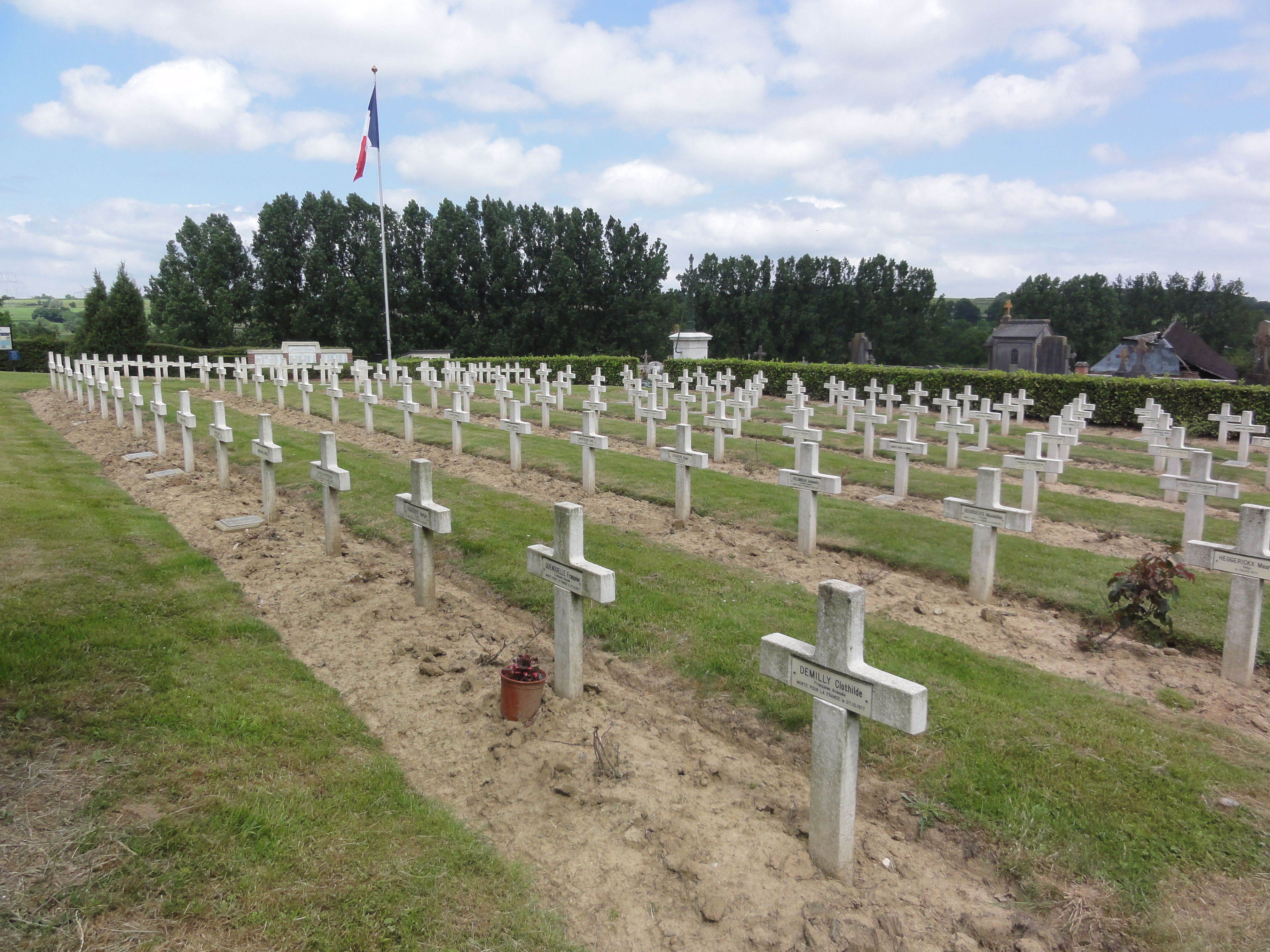
Nécropole nationale d'Effry où reposent les corps des 681 morts dans ce lazaret.

Pendant la première guerre, Sains-Richaumont est le siège d'une "Kommandantur", d'une "feldgendarmerie" et d'un aérodrome. De nombreuses troupes y logent et le bourg fait l'objet de passages continuels d'unités et d'incursions d'aéroplanes qui s'en prennent aux dépôts et usines. C'est aussi le lieu où se réunissent les maires qui y reçoivent les ordres des occupants.
On y entend le canon régulièrement ce qui alimente les conversations et les interrogations, les informations étant peu fiables du fait de l'isolement.
Consciente des risques encourus (les allemands interdisant cette pratique synonyme de déportation en cas de découverte), Eugénie Deruelle tient malgré tout à consigner quotidiennement ses observations sur la vie à Sains et ses environs.
Ses nombreuses relations lui permettent d’obtenir et de croiser des renseignements sur les « déplacés » de 1914, les conditions de vie dans les régions envahies. Elle livre dans ses carnets des témoignages poignants (la bataille de Guise en août en 1914 et ses conséquences, la dureté de l’occupation et des représailles, le procès et l’exécution à Sains des soldats Auguste Gout et Victor Restoux restés derrière les lignes ennemies.
Elle énumère les souffrances des habitants, les réquisitions en tous genres et les destructions opérées. Le 4 mars 1917, elle découvre que " les cloches sont dépendues et attendent, devant le portail, leur départ pour la Prusse !" (carnet 17).

On lit dans les carnets les conditions de vie des prisonniers belges, russes employés aux plus dures tâches, la misère dans les lazarets comme celui d’Effry . 

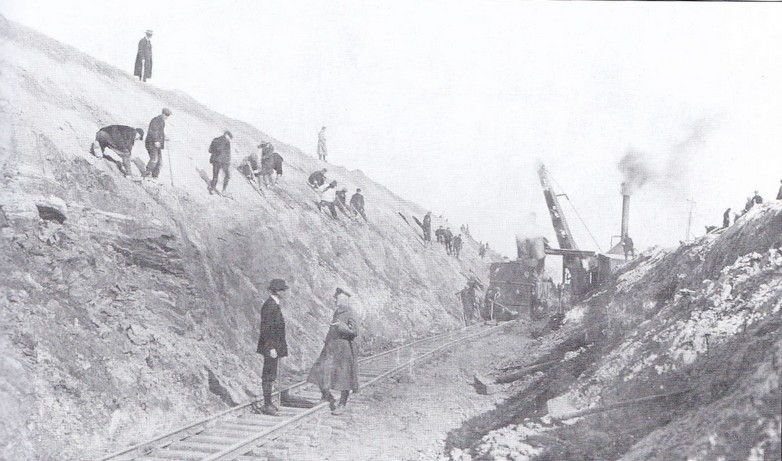
Excavatrice et prisonniers au travail, janvier 1917, ligne Puisieux Saint Gobert
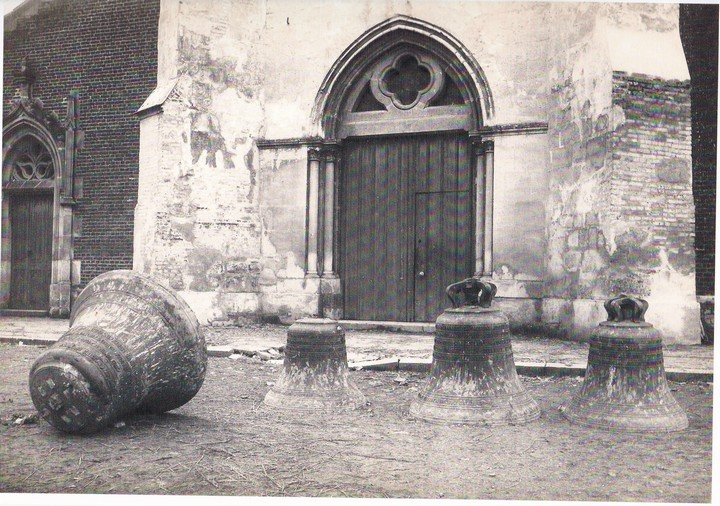
Cloches de l'église Saint Martin déposées pour être emmenées et fondues en Allemagne. Mars 1917
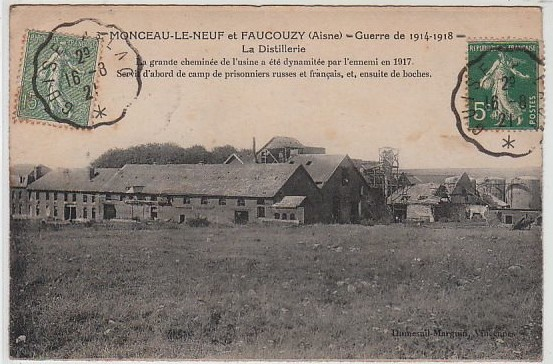
Distillerie de Faucouzy où furent enfermés des prisonniers russes cités par Eugénie Deruelle.

Elle fustige les vexations et privations subies, les atteintes aux droits individuels, dénonce l’attitude des occupants…et de certains occupés. Elle n’hésite pas à restituer une lecture critique de « la Gazette des Ardennes », journal de propagande allemande mais permettant entre autres d’obtenir des listes de noms de prisonniers français détenus en Allemagne. Ainsi, le 12 décembre 1917, elle écrit "Je ne voulais pas croire leur sale Gazette mais, après ce que j’ai appris, je crains qu’il n’y ait beaucoup de vrai parmi leurs mensonges". Son aversion pour les occupants se trouve néanmoins parfois tempérée au fil de la fréquentation de certains. Elle en vient même à regretter le départ ou la mort de quelques soldats. "On m’apprend que Richard Widermann a été tué au Chemin des Dames. C’est la première fois que je n’applaudis pas la mort d’un Allemand… Ce brave Saxon ne méritait pas d’être classé avec ces bandits!" consigne t'elle à la date du 21 juillet 1917.

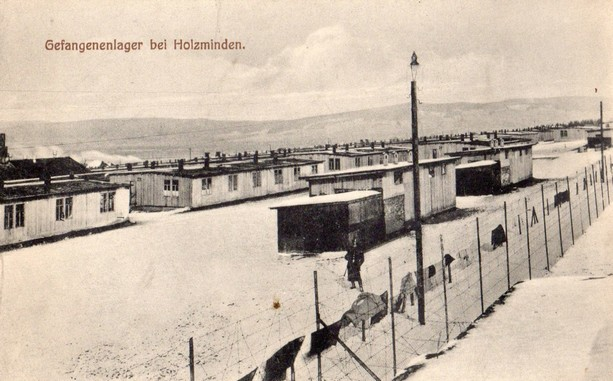
Vue du camp d'internement d'Holzminden, hiver 1917

## L'exil à Holzminden
Eugénie Deruelle fait partie de ces françaises victimes des représailles allemandes à la suite de l’internement par la France de civils allemands ou germanophones dont 8 000 Alsaciens. Afin de faire plier le gouvernement français, l’Allemagne opère dès novembre 1916 une déportation de notables du nord de la France. Les négociations n’aboutissant pas, de nouveaux otages sont désignés et envoyés en Allemagne. Eugénie Deruelle séjournera à Holzminden du 14 janvier 1918 au 25 juillet 1918. Elle rendra compte à son retour dans cinq de ses carnet (26 à 31) dont seuls les deux premiers nous sont connus, des conditions de vie dans cet immense camp de détention (Internierungslager) situé en Basse Saxe.
Le dernier carnet (32) nous montre une femme fatiguée, en proie à des inquiétudes sur la cherté de la vie et sur les difficultés du quotidien. Il relate quelques voyages et renseigne sur la création de l’Association des otages d’Hozlminden.
Eugénie Deruelle décède à Sains-Richaumont le 21 septembre 1927 à l'âge de 74 ans. Elle était titulaire de la médaille des victimes de l’invasion.